# Muscle-up

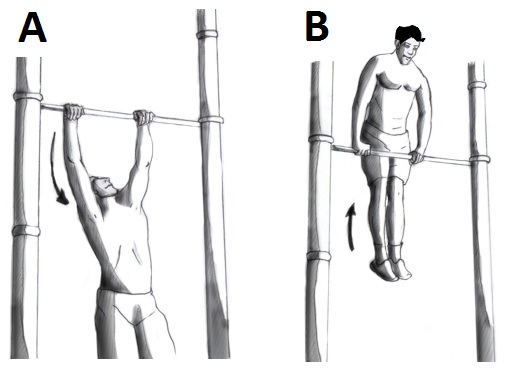
Diagram van muscle-up stappen

Een man die een muscle-up uitvoert

De muscle-up (ook wel muscleup genoemd) is een geavanceerde krachttraining, binnen het domein van calisthenics. Het is een combinatieroutine van een radiale pull-up gevolgd door een dip. Er zijn variaties voor zowel de ringen als de bar.